# Louis Barthou
Jean Louis Barthou (Oloron-Sainte-Marie, Pirineos Atlánticos, 25 de agosto de 1862-Marsella, 9 de octubre de 1934) fue un abogado y político francés, que ocupó varias carteras ministeriales, así como la Presidencia del Consejo de Ministros de Francia.

## Biografía
Louis Barthou nació en una familia modesta: su padre era quincallero en Oloron-Sainte-Marie, en el Béarn, en las cercanías de Pau. Siguió estudios de Derecho en la facultad de Burdeos antes de trasladarse a París, donde obtuvo su Doctorado en 1886. Regresado a sus Pirineos natales, se convirtió en abogado en los tribunales de Pau, y más tarde secretario de la Conferencia de Abogados. 
Desde muy pronto se sintió atraído por dos pasiones: la política y el periodismo. Se lanzó pues a ambas carreras y llegó a ser diputado y periodista.
Siendo redactor jefe del diario Indépendant des Basses-Pyrénées, pasó a militar en los republicanos moderados, antes de ser elegido en 1889, con 27 años de edad, como diputado por Basses-Pyrénées, nombre que hasta 1969 tuvo el actual departamento de Pyrénées Atlantiques. Sería reelegido para el mismo escaño como diputado sin interrupción hasta las legislativas de 1922, en que abandonó la Cámara de Diputados en favor del Senado (y sería senador hasta 1934).
En 1894, a la precoz edad de 32 años, obtuvo su primera cartera ministerial, como ministro de Obras Públicas. Fue sucesivamente ministro del Interior en 1896, de nuevo ministro de Obras Públicas entre 1906 y 1909, y ministro de Justicia entre 1909 y 1913. Louis Barthou se convirtió en uno de los grandes hombres de la III República.
El 22 de marzo de 1913, bajo la presidencia de Raymond Poincaré (18 de febrero de 1913 a 18 de febrero de 1920), fue nombrado presidente del Consejo de Ministros, cargo que mantuvo hasta el 2 de diciembre de 1913. Presintiendo los acontecimientos que iban a ensangrentar al mundo al año siguiente, consciente del aumento de los pelibros, tomó algunas medidas enérgicas, como por ejemplo sacar adelante la ley que elevaba hasta tres años la duración del servicio militar.
Sin embargo, acontecimientos trágicos comportaron su retirada de la escena política, aunque temporal. En un corto espacio de tiempo, vio la victoria de la izquierda en las legislativas de 1914, el inicio de la Primera Guerra Mundial, y por último la muerte de su hijo en el frente. 
En 1917 volvió a primera fila de la política francesa, al recuperar el cargo de ministro de Asuntos Exteriores. En los años 20 siguió ocupando importantes Ministerios, como los de Guerra y Justicia entre 1926 y 1929, en Gobiernos de coalición republicanos. En 1934, Gaston Doumergue le otorgó de nuevo la cartera del Ministerio de Asuntos Exteriores.
Gaston Doumergue, al ser llamado por el presidente de la República, Albert Lebrun, que había sucedido a Raymond Poincaré, para la formación de un Gobierno de unidad nacional para intentar la estabilización de la política interior a raíz de los disturbios del 6 de febrero de 1934, pidió la colaboración de dos pesos pesados de la política francesa, Albert Sarraut como ministro del Interior, y Louis Barthou, en su cargo favorito, ministro de Asuntos Exteriores.
En este cargo, intentó combatir la amenaza de Alemania atrayendo al Reino Unido, Italia y la Unión Soviética a la formación de un frente antialemán. Preconizaba igualmente el aislamiento de Alemania organizando contra ella una serie de alianzas con los Estados de Europa central aliados de Francia (Polonia y la Pequeña Entente). Su proyecto de pacto oriental se saldaría no obstante con el fracaso.
El 9 de octubre de 1934, estaba encargado, en tanto que ministro de Asuntos Exteriores, de recibir en Marsella al rey Alejandro I de Yugoslavia. Fue su último viaje, ya que falleció a consecuencia de las heridas que le produjeron durante el atentado en el que murió el monarca, llevado a cabo por el terrorista macedonio Vlado Gheorghieff. En 1974, al realizarse un estudio sobre su muerte, un forense concluyó que la herida mortal de Barthou fue cometida accidentalmente por un policía (la bala era del calibre 8 mm en cambio las del terrorista eran de 7,65 mm). Está fuera de cualquier duda que hubiese podido salvar su vida si hubiese recibido la atención médica necesaria con rapidez, pero debió caminar totalmente solo y herido por las calles durante media hora antes de fallecer desangrado.
La muerte de Louis Barthou constituyó para Francia una pérdida ireemplazable, ya que había sido artífice y motor de una política a la que consagró los últimos años de su vida: la reconstrucción de las alianzas contra el peligro alemán. Nadie supo retomarla a su muerte.

## Funciones gubernamentales
Fue presidente del Consejo de Ministros:
- Del 22 de marzo de 1913 al 2 de diciembre de 1913.

Durante su mandato, logró la aprobación de la llamada Ley de los tres años, modificando la duración del servicio militar, a pesar de la fuerte oposición de los parlamentarios de la izquierda.
Louis Barthou participó además en otros Gobiernos:
- Del 1 de julio de 1894 al 15 de enero de 1895, en el tercer Gobierno de Charles Dupuy.
- Del 28 de abril de 1896 al 15 de julio de 1898, en el Gobierno de Jules Méline.
- Del 25 de octubre de 1906 al 20 de julio de 1909, en el primer Gobierno de Georges Clemenceau.
- Del 24 de julio de 1909 al 2 de noviembre de 1910, en el primer Gobierno de Aristide Briand.
- Del 16 de enero de 1921 al 12 de enero de 1922, como ministro de la Guerra, en el séptimo Gobierno de Aristide Briand.
- En 1922 fue ministro de Justicia en un Gobierno de Raymond Poincaré.
- En 1926 fue ministro de Justicia.
- Del 9 de febrero de 1934 al 9 de octubre de 1934: ministro de Asuntos Exteriores en el segundo Gobierno de Gaston Doumergue.

## Mandatos electivos
- 1889: Diputado por Basses-Pyrénées.
- 1922: Senador.

## Actividades literarias
Paralelamente a su actividad política, Louis Barthou publicó varios libros de Literatura y de Historia. Elegido miembro de la Academia Francesa el 2 de mayo de 1918. Pronunció los elogios de Joseph Bédier en 1921 y de Albert Besnard en 1924.

## Obras
- Droit romain de la distinction des biens en muebles et inmeubles. Y Droit français de l'origine de l'adage "Vilis mobilium possessio" et de son influence sur le code civil. Trabajos publicados conjuntamente como tesis doctoral (1886).
- Mirabeau.
- Lamartine orateur. Texte en línea:
- Thiers et la loi Falloux.
- Amours d'un poète (sobre Victor Hugo).